# Sandskärshällarna
Sandskärshällarna är skär i Åland (Finland). De ligger i den nordvästra delen av landskapet, 40 km norr om huvudstaden Mariehamn.
Terrängen runt Sandskärshällarna är platt. Trakten är glest befolkad. Närmaste större samhälle är Geta, 9,8 km sydost om Sandskärshällarna. 
I omgivningarna runt Sandskärshällarna växer i huvudsak barrskog.